# رامون بیری
رامون بیری (به انگلیسی: Ramon Bieri) (زاده ۱۶ ژوئن ۱۹۲۹-درگذشته ۲۷ مهٔ ۲۰۰۱) بازیگر آمریکایی بود.
از فیلم‌های معروف او می‌توان به بازی در فیلم های بچه فریسکو، گرندویو، سیسیلی‌ها و جاذبه آندرومدا اشاره کرد. همچنين درفيلم خانه كوچك ايفاي نقش كرده است